# 42614 Ubaldina
42614 Ubaldina è un asteroide della fascia principale. Scoperto nel 1998, presenta un'orbita caratterizzata da un semiasse maggiore pari a 2,2441329 UA e da un'eccentricità di 0,0787843, inclinata di 1,24746° rispetto all'eclittica.
L'asteroide è dedicato a Ubaldina Caronia, madre di uno dei due scopritori.